# Арка 22
Арка 22 (англ. Arch 22) — памятная арка на дороге в Банжул, столицу Гамбии. Она была построена в 1996 году в ознаменование военного государственного переворота 22 июля 1994 года, в результате которого Яйя Джамме свергли демократически избранное правительство президента Гамбии Дауду Джавару. Арка стоит на шоссе Банжул-Серрекунда, недалеко от дорожного островка на пересечении с Бокс-Бар-роуд, Индепенденс-драйв и Марина-Парад. У основания арки можно увидеть статую «неизвестного солдата». У солдата за спиной винтовка, в одной руке он несет ребенка, а другой демонстрирует победный жест «Виктория», оттопырив передний и средний пальцы в виде буквы «V». Арка 22 изображена на обратной стороне банкноты достоинством в 100 даласи.

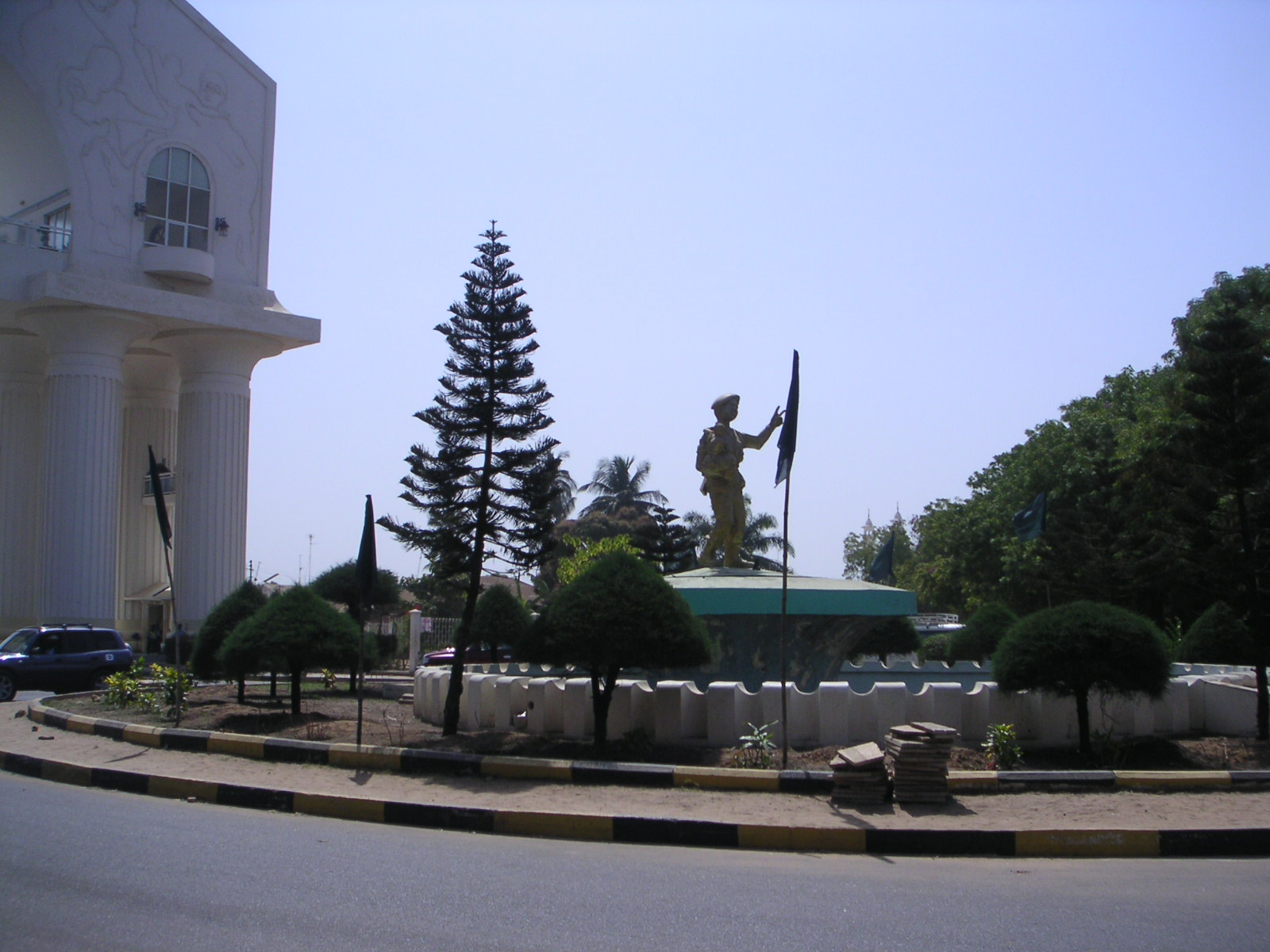
Статуя Неизвестного солдата

## Строительство
Арка была спроектирована сенегальским архитектором Пьером Гудиаби, который также спроектировал международный аэропорт Юндум в Банжуле и монумент Африканского Возрождения в Дакаре, Сенегал.
Арка высотой 35 метров является одним из самых высоких сооружений в Гамбии. Здание опирается на восемь колонн и имеет три этажа. Подняться на верхние этажи можно через несколько лифтов и винтовые витрины.
Первый этаж находится на промежуточном уровне в виде колонн. Из галереи на втором этаже открывается панорама города, откуда открывается вид на морской порт Банжул и мангровые леса. На верхнем этаже находится небольшой музей текстиля.